# Formule 1 v roce 1969
Sezóna Formule 1 1969 byla 20. sezónou Mistrovství světa Formule 1, závodní série pořádané pod hlavičkou Mezinárodní automobilové federace (FIA). Sezóna zahrnovala 11. mistrovských a 4 nemistrovské závody. Mistrovství světa se konalo mezi 1. březnem a 19. říjnem.
Britský jezdec Jackie Stewart, závodící za tým Matra-Ford Cosworth vyhrál více než polovinu závodů a získal svůj první šampionát mezi jezdci. Tovární tým Matra v této sezóně nezávodil, ale soukromý tým Matra International vedený Kenem Tyrrellem pomohl Matře vyhrát Pohár konstruktérů. Oba tituly byly prvními tituly, které vyhrál francouzský konstruktér, a stále zůstávají jedinými tituly, které vyhrál vůz vyrobený ve Francii a také vůz přihlášený soukromým týmem.

## Týmy a jezdci
| Účastník                                              | Konstruktér     | Šasi            | Motor                             | Pneumatiky | Jezdci               | Závody       |
| ----------------------------------------------------- | --------------- | --------------- | --------------------------------- | ---------- | -------------------- | ------------ |
| Gold Leaf Team Lotus                                  | Lotus-Ford      | 49B 63          | Ford Cosworth DFV 3,0 V8          | F          | Graham Hill          | 1–10         |
| Gold Leaf Team Lotus                                  | Lotus-Ford      | 49B 63          | Ford Cosworth DFV 3,0 V8          | F          | Jochen Rindt         | 1–2, 4–11    |
| Gold Leaf Team Lotus                                  | Lotus-Ford      | 49B 63          | Ford Cosworth DFV 3,0 V8          | F          | Mario Andretti       | 1, 7, 10     |
| Gold Leaf Team Lotus                                  | Lotus-Ford      | 49B 63          | Ford Cosworth DFV 3,0 V8          | F          | Richard Attwood      | 3            |
| Gold Leaf Team Lotus                                  | Lotus-Ford      | 49B 63          | Ford Cosworth DFV 3,0 V8          | F          | John Miles           | 5–6, 8–9, 11 |
| Rob Walker/Jack Durlacher Racing Team                 | Lotus-Ford      | 49B             | Ford Cosworth DFV 3,0 V8          | F          | Jo Siffert           | Vše          |
| Bruce McLaren Motor Racing                            | McLaren-Ford    | M7A M7B M7C M9A | Ford Cosworth DFV 3,0 V8          | G          | Denny Hulme          | Vše          |
| Bruce McLaren Motor Racing                            | McLaren-Ford    | M7A M7B M7C M9A | Ford Cosworth DFV 3,0 V8          | G          | Bruce McLaren        | Vše          |
| Bruce McLaren Motor Racing                            | McLaren-Ford    | M7A M7B M7C M9A | Ford Cosworth DFV 3,0 V8          | G          | Derek Bell           | 6            |
| Matra International                                   | Matra-Ford      | MS10 MS80 MS84  | Ford Cosworth DFV 3,0 V8          | D          | Jackie Stewart       | Vše          |
| Matra International                                   | Matra-Ford      | MS10 MS80 MS84  | Ford Cosworth DFV 3,0 V8          | D          | Jean-Pierre Beltoise | Vše          |
| Matra International                                   | Matra-Ford      | MS10 MS80 MS84  | Ford Cosworth DFV 3,0 V8          | D          | Johnny Servoz-Gavin  | 9–11         |
| Matra International                                   | Matra-Ford      | MS7             | Ford Cosworth FVA 1,6 L4          | D          | Johnny Servoz-Gavin  | 7            |
| Scuderia Ferrari SpA SEFAC North American Racing Team | Ferrari         | 312/68 312/69   | Ferrari 255C 3,0 V12              | F          | Chris Amon           | 1–6          |
| Scuderia Ferrari SpA SEFAC North American Racing Team | Ferrari         | 312/68 312/69   | Ferrari 255C 3,0 V12              | F          | Pedro Rodríguez      | 6, 8–11      |
| Scuderia Ferrari SpA SEFAC North American Racing Team | Ferrari         | 312/68 312/69   | Ferrari 255C 3,0 V12              | F          | Tino Brambilla       | 8            |
| Owen Racing Organisation                              | BRM             | P138 P133 P139  | BRM P101 3,0 V12 BRM P142 3,0 V12 | D          | John Surtees         | 1–4, 6–11    |
| Owen Racing Organisation                              | BRM             | P138 P133 P139  | BRM P101 3,0 V12 BRM P142 3,0 V12 | D          | Jackie Oliver        | 1–4, 6–11    |
| Owen Racing Organisation                              | BRM             | P138 P133 P139  | BRM P101 3,0 V12 BRM P142 3,0 V12 | D          | Bill Brack           | 9            |
| Owen Racing Organisation                              | BRM             | P138 P133 P139  | BRM P101 3,0 V12 BRM P142 3,0 V12 | D          | George Eaton         | 10–11        |
| Reg Parnell Racing                                    | BRM             | P126            | BRM P101 3,0 V12                  | G          | Pedro Rodríguez      | 1–3          |
| Motor Racing Developments Ltd                         | Brabham-Ford    | BT26A           | Ford Cosworth DFV 3,0 V8          | G          | Jack Brabham         | 1–4, 8–11    |
| Motor Racing Developments Ltd                         | Brabham-Ford    | BT26A           | Ford Cosworth DFV 3,0 V8          | G          | Jacky Ickx           | Vše          |
| Team Gunston                                          | Lotus-Ford      | 49              | Ford Cosworth DFV 3,0 V8          | D          | John Love            | 1            |
| Team Gunston                                          | Brabham-Repco   | BT24            | Repco 620 3,0 V8                  | F          | Sam Tingle           | 1            |
| Team Lawson                                           | McLaren-Ford    | M7A             | Ford Cosworth DFV 3,0 V8          | D          | Basil van Rooyen     | 1            |
| Jack Holme                                            | Brabham-Repco   | BT20            | Repco 620 3,0 V8                  | G          | Peter de Klerk       | 1            |
| Frank Williams Racing Cars                            | Brabham-Ford    | BT26A           | Ford Cosworth DFV 3,0 V8          | D          | Piers Courage        | 2–11         |
| Frank Williams Racing Cars                            | Brabham-Ford    | BT30            | Ford Cosworth FVA 1,6 L4          | D          | Richard Attwood      | 7            |
| Antique Automobiles                                   | Cooper-Maserati | T86             | Maserati 10/F1 3,0 V12            | G          | Vic Elford           | 3            |
| Antique Automobiles                                   | McLaren-Ford    | M7B             | Ford Cosworth DFV 3,0 V8          | G          | Vic Elford           | 4–7          |
| Silvio Moser Racing Team                              | Brabham-Ford    | BT24            | Ford Cosworth DFV 3,0 V8          | G          | Silvio Moser         | 3–5, 8–11    |
| Ecurie Bonnier                                        | Lotus-Ford      | 63 49B          | Ford Cosworth DFV 3,0 V8          | F          | Jo Bonnier           | 6–7          |
| Ahrens Racing Team                                    | Brabham-Ford    | BT30            | Ford Cosworth FVA 1,6 L4          | D          | Kurt Ahrens Jr.      | 7            |
| Roy Winkelmann Racing                                 | Lotus-Ford      | 59B             | Ford Cosworth FVA 1,6 L4          | F          | Hans Herrmann        | 7            |
| Roy Winkelmann Racing                                 | Lotus-Ford      | 59B             | Ford Cosworth FVA 1,6 L4          | F          | Rolf Stommelen       | 7            |
| Bayerische Motoren Werke AG                           | BMW             | 269             | BMW M12/1 1,6 L4                  | D          | Hubert Hahne         | 7            |
| Bayerische Motoren Werke AG                           | BMW             | 269             | BMW M12/1 1,6 L4                  | D          | Gerhard Mitter       | 7            |
| Bayerische Motoren Werke AG                           | BMW             | 269             | BMW M12/1 1,6 L4                  | D          | Dieter Quester       | 7            |
| Matra Sports                                          | Matra-Ford      | MS7             | Ford Cosworth FVA 1,6 L4          | D          | Henri Pescarolo      | 7            |
| Tecno Racing Team                                     | Tecno-Ford      | TF69            | Ford Cosworth FVA 1,6 L4          | A          | François Cevert      | 7            |
| Squadra Tartaruga                                     | Brabham-Ford    | BT23C           | Ford Cosworth FVA 1,6 L4          | F          | Xavier Perrot        | 7            |
| Felday Engineering Ltd                                | Brabham-Ford    | BT30            | Ford Cosworth FVA 1,6 L4          | F          | Peter Westbury       | 7            |
| Pete Lovely Volkswagen Inc.                           | Lotus-Ford      | 49B             | Ford Cosworth DFV 3,0 V8          | F          | Pete Lovely          | 9–11         |
| Paul Seitz                                            | Brabham-Climax  | BT23B           | Climax FPF 2,8 L4                 | D          | John Cordts          | 9            |
| John Maryon                                           | Eagle-Climax    | T1F             | Climax FPF 2,8 L4                 | F          | Al Pease             | 9            |

- Růžově jsou označeni účastníci Formule 2 při Grand Prix Německa.

### Změny před sezónou
- Matra v této sezóně nepůsobila jako tovární tým, místo toho se soustředila na spolupráci s Kenem Tyrrellem. Tým Tyrrell (vstoupil pod Matra International) si ponechal Jackieho Stewarta, ale nahradil Johnnyho Servoz-Gavina továrním jezdcem Jeanem-Pierrem Beltoisem.
- Brabham přešel z motorů Repco na motory Ford-Cosworth DFV, když australská společnost stáhla svou podporu.
- Lotus místo Jackieho Olivera podepsal rakouského jezdce Jochena Rindta. Brit našel působení v BRM. Tam John Surtees doplnil nové jezdecké duo. Surtees předtím jezdil pro Hondu, ale výrobce se ze sportu stáhl.
- Jacky Ickx se přestěhoval do Brabhamu, aby obsadil Rindtovo místo a jeho starý tým, Ferrari, zredukoval své působení na jeden vůz pro Chrise Amona.
- Tato sezóna byla debutovou sezónou legendárního majitele týmu Franka Williamse, který koupil Brabham BT26A a propagoval svého pilota z Formule 2 Pierse Couraga.

### Změny během sezóny
- Chris Amon odešel ve druhé polovině sezóny z Ferrari. Italský tým podepsal mexického jezdce Pedra Rodrígueze z BRM.

## Kalendář
| Pořadí | Grand Prix                       | Okruh                                | Datum        |
| ------ | -------------------------------- | ------------------------------------ | ------------ |
| 1      | Grand Prix Jihoafrické republiky | Kyalami Grand Prix Circuit, Midrand  | 1. březen    |
| 2      | Grand Prix Španělska             | Montjuïc circuit, Barcelona          | 4. květen    |
| 3      | Grand Prix Monaka                | Circuit de Monaco, Monte Carlo       | 18. květen   |
| 4      | Grand Prix Nizozemska            | Circuit Zandvoort, Zandvoort         | 21. červen   |
| 5      | Grand Prix Francie               | Charade Circuit, Clermont-Ferrand    | 6. červenec  |
| 6      | Grand Prix Velké Británie        | Silverstone Circuit, Silverstone     | 19. červenec |
| 7      | Grand Prix Německa               | Nürburgring, Nürburg                 | 3. srpen     |
| 8      | Grand Prix Itálie                | Autodromo Nazionale di Monza, Monza  | 7. září      |
| 9      | Grand Prix Kanady                | Mosport Park, Bowmanville            | 20. září     |
| 10     | Grand Prix USA                   | Watkins Glen International, New York | 5. říjen     |
| 11     | Grand Prix Mexika                | Magdalena Mixhuca, Mexico City       | 19. října    |

### Změny v kalendáři
- Grand Prix Jihoafrické republiky zůstala zahajovacím závodem sezóny, ale byla přesunuta zpět z ledna na březen.
- Grand Prix Španělska byla přesunuta z Jaramy do Montjuïc v rámci střídání události mezi dvěma okruhy. Stejně tak byla Grand Prix Velké Británie přesunuta z Brands Hatch na Silverstone a Grand Prix Kanady byla přesunuta z Mont-Tremblant do Mosport Parku.
- Grand Prix Francie byla přesunuta z Rouen-Les-Essarts na Circuit de Charade kvůli obavám o bezpečnost, které byly zjevné při smrtelné nehodě Jo Schlessera při Grand Prix Francie 1968.
- Poté, co se Grand Prix Mexika 1968 konala v listopadu, aby se předešlo střetu s letními olympijskými hrami 1968 v Mexico City, se Grand Prix Mexika konala zpět ve svém obvyklém termínu v říjnu.

### Zrušené závody
- Grand Prix Belgie se měla původně konat 8. června, ale Jackie Stewart, silný zastánce bezpečnosti ve Formuli 1, prohlédl okruh a požadoval několik změn. Majitelé okruhu jeho přání nesplnili a jezdci Grand Prix bojkotovali.[3][4]

## Změny předpisů
O aerodynamice se mluvilo od minulé sezóny a většina týmů se rozhodla implementovat přední a zadní křídla, kromě spoilerů na přídi, které přišly o něco později. Lotus byl průkopníkem pohyblivých křídel, ovládaných čtvrtým pedálem u jezdcových nohou, a jeho soupeři využili zimní přestávky k implementaci vlastního systému. McLaren například dal svým jezdcům páku vedle levé ruky, aby zploštili zadní křídlo, čímž se zvýšila rychlost na rovince, a připojil brzdový pedál ke křídlu, aby se křídlo automaticky vrátilo do původní polohy a vznikl přítlak v zatáčkách. Tyrrell Matra přišel s elektricky ovládaným zadním křídlem, které automaticky zploštělo zadní křídlo při zařazení pátého rychlostního stupně.
Na začátku sezóny byla křídla umístěna co nejvýše, aby generovala co největší přítlak, a zajištěna na zavěšení vozu, aby tlačila pneumatiky do země. Když však Grand Prix Španělska 1969 zaznamenala několik dramatických havárií, FIA (tehdy známá jako Commission Sportive Internationale nebo CSI) zakázala jakékoli použití křídel. Stále byly povoleny pouze křídla na nose. O tom bylo náhle rozhodnuto po prvním tréninku na Grand Prix Monaka.
Od následujícího závodu byla křídla opět povolena, ale pouze v případě, že neměla žádné pohyblivé části a byla pevně připevněny k odpruženým částem karoserie (tedy ne k zavěšení) a spadala do určité maximální výšky a šířky. Tato pravidla byla zavedena pro Grand Prix Nizozemska a přísně vynucována od Francie.

## Výsledky a pořadí

### Grand Prix
| Pořadí | Grand Prix                       | Pole position  | Nejrychlejší kolo       | Vítěz závodu   | Vítězný tým  | Pneumatiky | Výsledky |
| ------ | -------------------------------- | -------------- | ----------------------- | -------------- | ------------ | ---------- | -------- |
| 1      | Grand Prix Jihoafrické republiky | Jack Brabham   | Jackie Stewart          | Jackie Stewart | Matra-Ford   | D          | Výsledky |
| 2      | Grand Prix Španělska             | Jochen Rindt   | Jochen Rindt            | Jackie Stewart | Matra-Ford   | D          | Výsledky |
| 3      | Grand Prix Monaka                | Jackie Stewart | Jackie Stewart          | Graham Hill    | Lotus-Ford   | F          | Výsledky |
| 4      | Grand Prix Nizozemska            | Jochen Rindt   | Jackie Stewart          | Jackie Stewart | Matra-Ford   | D          | Výsledky |
| 5      | Grand Prix Francie               | Jackie Stewart | Jackie Stewart          | Jackie Stewart | Matra-Ford   | D          | Výsledky |
| 6      | Grand Prix Velké Británie        | Jochen Rindt   | Jackie Stewart          | Jackie Stewart | Matra-Ford   | D          | Výsledky |
| 7      | Grand Prix Německa               | Jacky Ickx     | Jacky Ickx              | Jacky Ickx     | Brabham-Ford | G          | Výsledky |
| 8      | Grand Prix Itálie                | Jochen Rindt   | Jean-Pierre Beltoise    | Jackie Stewart | Matra-Ford   | D          | Výsledky |
| 9      | Grand Prix Kanady                | Jacky Ickx     | Jacky Ickx Jack Brabham | Jacky Ickx     | Brabham-Ford | G          | Výsledky |
| 10     | Grand Prix USA                   | Jochen Rindt   | Jochen Rindt            | Jochen Rindt   | Lotus-Ford   | F          | Výsledky |
| 11     | Grand Prix Mexika                | Jack Brabham   | Jacky Ickx              | Denny Hulme    | McLaren-Ford | G          | Výsledky |

### Bodový systém
Body získalo šest nejlepších klasifikovaných jezdců. Vozy Formule 2 neměly nárok na body do šampionátu. Mezinárodní pohár konstruktérů započítával pouze body jezdce s nejvyšším umístěním v každém závodě. Pro Mistrovství i Pohár se počítalo pět nejlepších výsledků z kol 1-6 a čtyři nejlepší výsledky z kol 7-11.
Čísla bez závorek jsou mistrovské body a čísla v závorkách představují celkový počet získaných bodů. Body byly udělovány v následujícím systému:
| Umístění | 1. | 2. | 3. | 4. | 5. | 6. |
| -------- | -- | -- | -- | -- | -- | -- |
| Body     | 9  | 6  | 4  | 3  | 2  | 1  |
| Zdroj:   |    |    |    |    |    |    |

### Pořadí jedzců
| Poř.                                                                         | Jezdec               | RSA | ESP | MON | NED | FRA | GBR | GER  | ITA | CAN | USA | MEX | Body |
| ---------------------------------------------------------------------------- | -------------------- | --- | --- | --- | --- | --- | --- | ---- | --- | --- | --- | --- | ---- |
| 1                                                                            | Jackie Stewart       | 1   | 1   | Ret | 1   | 1   | 1   | 2    | 1   | Ret | Ret | 4   | 63   |
| 2                                                                            | Jacky Ickx           | Ret | 6   | Ret | 5   | 3   | 2   | 1    | 10  | 1   | Ret | 2   | 37   |
| 3                                                                            | Bruce McLaren        | 5   | 2   | 5   | Ret | 4   | 3   | 3    | 4   | 5   | DNS | DNS | 26   |
| 4                                                                            | Jochen Rindt         | Ret | Ret |     | Ret | Ret | 4   | Ret  | 2   | 3   | 1   | Ret | 22   |
| 5                                                                            | Jean-Pierre Beltoise | 6   | 3   | Ret | 8   | 2   | 9   | 12   | 3   | 4   | Ret | 5   | 21   |
| 6                                                                            | Denny Hulme          | 3   | 4   | 6   | 4   | 8   | Ret | Ret  | 7   | Ret | Ret | 1   | 20   |
| 7                                                                            | Graham Hill          | 2   | Ret | 1   | 7   | 6   | 7   | 4    | 9   | Ret | Ret |     | 19   |
| 8                                                                            | Piers Courage        |     | Ret | 2   | Ret | Ret | 5   | Ret  | 5   | Ret | 2   | 10  | 16   |
| 9                                                                            | Jo Siffert           | 4   | Ret | 3   | 2   | 9   | 8   | 11   | 8   | Ret | Ret | Ret | 15   |
| 10                                                                           | Jack Brabham         | Ret | Ret | Ret | 6   |     |     |      | Ret | 2   | 4   | 3   | 14   |
| 11                                                                           | John Surtees         | Ret | 5   | Ret | 9   |     | Ret | DNS  | NC  | Ret | 3   | Ret | 6    |
| 12                                                                           | Chris Amon           | Ret | Ret | Ret | 3   | Ret | Ret |      |     |     |     |     | 4    |
| 13                                                                           | Richard Attwood      |     |     | 4   |     |     |     | 6    |     |     |     |     | 3    |
| 14                                                                           | Vic Elford           |     |     | 7   | 10  | 5   | 6   | Ret  |     |     |     |     | 3    |
| 15                                                                           | Pedro Rodríguez      | Ret | Ret | Ret |     |     | Ret |      | 6   | Ret | 5   | 7   | 3    |
| 16                                                                           | Silvio Moser         |     |     | Ret | Ret | 7   |     |      | Ret | Ret | 6   | 11  | 1    |
| 17                                                                           | Jackie Oliver        | 7   | Ret | Ret | Ret |     | Ret | Ret  | Ret | Ret | Ret | 6   | 1    |
| 18                                                                           | Johnny Servoz-Gavin  |     |     |     |     |     |     | Ret1 |     | 6   | NC  | 8   | 1    |
| —                                                                            | Sam Tingle           | 8   |     |     |     |     |     |      |     |     |     |     | 0    |
| —                                                                            | Pete Lovely          |     |     |     |     |     |     |      |     | 7   | Ret | 9   | 0    |
| —                                                                            | John Miles           |     |     |     |     | Ret | 10  |      | Ret | Ret |     | Ret | 0    |
| —                                                                            | Bill Brack           |     |     |     |     |     |     |      |     | NC  |     |     | 0    |
| —                                                                            | Mario Andretti       | Ret |     |     |     |     |     | Ret  |     |     | Ret |     | 0    |
| —                                                                            | Jo Bonnier           |     |     |     |     |     | Ret | Ret  |     |     |     |     | 0    |
| —                                                                            | George Eaton         |     |     |     |     |     |     |      |     |     | Ret | Ret | 0    |
| —                                                                            | Peter de Klerk       | NC  |     |     |     |     |     |      |     |     |     |     | 0    |
| —                                                                            | Basil van Rooyen     | Ret |     |     |     |     |     |      |     |     |     |     | 0    |
| —                                                                            | John Love            | Ret |     |     |     |     |     |      |     |     |     |     | 0    |
| —                                                                            | Derek Bell           |     |     |     |     |     | Ret |      |     |     |     |     | 0    |
| —                                                                            | John Cordts          |     |     |     |     |     |     |      |     | Ret |     |     | 0    |
| —                                                                            | Al Pease             |     |     |     |     |     |     |      |     | DSQ |     |     | 0    |
| —                                                                            | Ernesto Brambilla    |     |     |     |     |     |     |      | DNS |     |     |     | 0    |
| Jezdci, kteří neměli nárok na body Formule 1, protože jeli s vozy Formule 2. |                      |     |     |     |     |     |     |      |     |     |     |     |      |
| —                                                                            | Henri Pescarolo      |     |     |     |     |     |     | 5    |     |     |     |     |      |
| —                                                                            | Kurt Ahrens Jr.      |     |     |     |     |     |     | 7    |     |     |     |     |      |
| —                                                                            | Rolf Stommelen       |     |     |     |     |     |     | 8    |     |     |     |     |      |
| —                                                                            | Peter Westbury       |     |     |     |     |     |     | 9    |     |     |     |     |      |
| —                                                                            | Xavier Perrot        |     |     |     |     |     |     | 10   |     |     |     |     |      |
| —                                                                            | François Cevert      |     |     |     |     |     |     | Ret  |     |     |     |     |      |
| —                                                                            | Gerhard Mitter       |     |     |     |     |     |     | DNS  |     |     |     |     |      |
| —                                                                            | Hubert Hahne         |     |     |     |     |     |     | DNS  |     |     |     |     |      |
| —                                                                            | Dieter Quester       |     |     |     |     |     |     | DNS  |     |     |     |     |      |
| —                                                                            | Hans Herrmann        |     |     |     |     |     |     | DNS  |     |     |     |     |      |
| Poř.                                                                         | Jezdec               | RSA | ESP | MON | NED | FRA | GBR | GER  | ITA | CAN | USA | MEX | Body |

| Legenda k tabulce | Legenda k tabulce                                                                       |
| Barva             | Výsledek                                                                                |
| ----------------- | --------------------------------------------------------------------------------------- |
| Zlatá             | Vítěz                                                                                   |
| Stříbrná          | 2. místo                                                                                |
| Bronzová          | 3. místo                                                                                |
| Zelená            | Bodované umístění                                                                       |
| Modrá             | Nebodované umístění                                                                     |
| Modrá             | Dokončil neklasifikován (NC)                                                            |
| Fialová           | Odstoupil (Ret)                                                                         |
| Červená           | Nekvalifikoval se (DNQ)                                                                 |
| Červená           | Nepředkvalifikoval se (DNPQ)                                                            |
| Černá             | Diskvalifikován (DSQ)                                                                   |
| Bílá              | Nestartoval (DNS)                                                                       |
| Bílá              | Závod zrušen (C)                                                                        |
| Světle modrá      | Pouze trénoval (PO)                                                                     |
| Světle modrá      | Páteční testovací jezdec (TD)                                                           |
| Bez barvy         | Netrénoval (DNP)                                                                        |
| Bez barvy         | Vyřazen (EX)                                                                            |
| Bez barvy         | Nepřijel (DNA)                                                                          |
| Bez barvy         | Odvolal účast (WD)                                                                      |
| Bez barvy         | Nezúčastnil se (prázdné)                                                                |
| Označení          | Význam                                                                                  |
| Tučnost           | Pole position                                                                           |
| Kurzíva           | Nejrychlejší kolo                                                                       |
| †                 | Jezdec nedojel do cíle, ale byl klasifikován, protože odjel více než 90 % délky závodu. |
| ‡                 | Byl udělován poloviční počet bodů, protože bylo odjeto méně než 75 % délky závodu.      |
| Horní index       | Umístění bodujících jezdců ve sprintu                                                   |

Vozy Formule 2 obsadily při Grand Prix Německa pozice mezi pátým a desátým místem, ale jezdci, kteří tyto vozy řídili, nezískali žádné body do šampionátu. Body za páté a šesté získali jedenáctý a dvanáctý v závodě Siffert a Beltoise.

### Pořadí konstruktérů
| Poř. | Konstruktér     | RSA | ESP | MON | NED | FRA | GBR | GER | ITA | CAN | USA | MEX | Body    |
| ---- | --------------- | --- | --- | --- | --- | --- | --- | --- | --- | --- | --- | --- | ------- |
| 1    | Matra-Ford      | 1   | 1   | Ret | 1   | 1   | 1   | 2   | 1   | 4   | NC  | 4   | 66      |
| 2    | Brabham-Ford    | Ret | 6   | 2   | 5   | 3   | 2   | 1   | (5) | 1   | 2   | 2   | 49 (51) |
| 3    | Lotus-Ford      | 2   | Ret | 1   | 2   | 6   | 4   | 4   | 2   | 3   | 1   | 9   | 47      |
| 4    | McLaren-Ford    | 3   | 2   | (5) | 4   | 4   | 3   | 3   | 4   | 5   | Ret | 1   | 38 (40) |
| 5    | BRM             | 7   | 5   | Ret | 9   |     | Ret | Ret | NC  | NC  | 3   | 6   | 7       |
| 6    | Ferrari         | Ret | Ret | Ret | 3   | Ret | Ret |     | 6   | Ret | 5   | 7   | 7       |
| —    | Cooper-Maserati |     |     | 7   |     |     |     |     |     | WD  |     |     | 0       |
| —    | Brabham-Repco   | 8   |     |     |     |     |     |     |     |     |     |     | 0       |
| —    | Brabham-Climax  |     |     |     |     |     |     |     |     | Ret |     |     | 0       |
| —    | Eagle-Climax    |     |     |     |     |     |     |     |     | DSQ |     |     | 0       |
| Poř. | Konstruktér     | RSA | ESP | MON | NED | FRA | GBR | GER | ITA | CAN | USA | MEX | Body    |

| Legenda k tabulce | Legenda k tabulce                                                                       |
| Barva             | Výsledek                                                                                |
| ----------------- | --------------------------------------------------------------------------------------- |
| Zlatá             | Vítěz                                                                                   |
| Stříbrná          | 2. místo                                                                                |
| Bronzová          | 3. místo                                                                                |
| Zelená            | Bodované umístění                                                                       |
| Modrá             | Nebodované umístění                                                                     |
| Modrá             | Dokončil neklasifikován (NC)                                                            |
| Fialová           | Odstoupil (Ret)                                                                         |
| Červená           | Nekvalifikoval se (DNQ)                                                                 |
| Červená           | Nepředkvalifikoval se (DNPQ)                                                            |
| Černá             | Diskvalifikován (DSQ)                                                                   |
| Bílá              | Nestartoval (DNS)                                                                       |
| Bílá              | Závod zrušen (C)                                                                        |
| Světle modrá      | Pouze trénoval (PO)                                                                     |
| Světle modrá      | Páteční testovací jezdec (TD)                                                           |
| Bez barvy         | Netrénoval (DNP)                                                                        |
| Bez barvy         | Vyřazen (EX)                                                                            |
| Bez barvy         | Nepřijel (DNA)                                                                          |
| Bez barvy         | Odvolal účast (WD)                                                                      |
| Bez barvy         | Nezúčastnil se (prázdné)                                                                |
| Označení          | Význam                                                                                  |
| Tučnost           | Pole position                                                                           |
| Kurzíva           | Nejrychlejší kolo                                                                       |
| †                 | Jezdec nedojel do cíle, ale byl klasifikován, protože odjel více než 90 % délky závodu. |
| ‡                 | Byl udělován poloviční počet bodů, protože bylo odjeto méně než 75 % délky závodu.      |
| Horní index       | Umístění bodujících jezdců ve sprintu                                                   |

- Tučné výsledky se započítávají do součtů šampionátu.

## Nemistrovské závody
Další závody Formule 1 pořádané v roce 1969, které se nepočítávaly do mistrovství světa. Grand Prix Madridu a Gold Cup se konaly souběžně s vozy Formule 5000.
| Závod                         | Okruh        | Datum      | Vítěz závodu   | Vítězný konstruktér |
| ----------------------------- | ------------ | ---------- | -------------- | ------------------- |
| IV Race of Champions          | Brands Hatch | 16. březen | Jackie Stewart | Matra-Cosworth      |
| XXI BRDC International Trophy | Silverstone  | 30. březen | Jack Brabham   | Brabham-Cosworth    |
| Grand Prix Madridu            | Jarama       | 13. duben  | Keith Holland  | Lola-Chevrolet      |
| XVI International Gold Cup    | Oulton Park  | 16. srpen  | Jacky Ickx     | Brabham-Cosworth    |